# Świetlikowate (ryby)
Świetlikowate (Myctophidae) – rodzina morskich, planktonożernych ryb świetlikokształtnych (Myctophiformes), najliczniejsza i najbardziej zróżnicowana rodzina ryb występujących w otwartych wodach oceanicznych, a jednocześnie najliczniejsza wśród ryb głębinowych.

## Zasięg występowania
Wszystkie oceany, od Arktyki po Antarktydę, na głębokościach od 300–1200 m, niektóre w nocy podpływają bliżej powierzchni – od 10 do 100 m.

## Cechy charakterystyczne
W przeciwieństwie do większości ryb głębinowych, kształt ciała świetlikowatych jest typowy dla ryb pelagialnych, zwłaszcza sardeli (świetliki czasami nazywane są świecącymi sardelami). Srebrzyście połyskujące ciało, zwężające się w stronę ogona, u większości gatunków pokryte jest łuskami cykloidalnymi, u kilku – ktenoidalnymi. Duża głowa, oczy i otwór gębowy. U wszystkich występuje płetwa tłuszczowa. Liczba kręgów wynosi 28–45. Głowa i dolna część ciała pokryte są zgrupowaniami lub rzędami fotoforów (z wyjątkiem Taaningichthys paurolychnus), których układ jest unikatowy dla poszczególnych gatunków. Fotofory ogonowe niektórych różnią się u dojrzałych przedstawicieli obu płci. Prawdopodobnie ma to znaczenie przy doborze partnera w okresie tarła. Pęcherz pławny jest zwykle obecny, nie występuje jedynie u dorosłych osobników kilku gatunków. Ciało świetlikowatych osiąga długość od 3 do 30 cm.

## Tryb życia
Świetlikowate żywią się planktonem. Tworzą duże ławice odbywające dobowe wędrówki pionowe, czasami kilkusetmetrowe, co – przy niewielkich rozmiarach tych ryb – stanowi duży wysiłek. Około 40 gatunków, w tym większość z rodzajów Myctophum, Gonichthys i Symbolophorus, dociera do przypowierzchniowych warstw wody.

## Znaczenie w ekosystemie i gospodarcze
Stanowią pokarm wielu gatunków zwierząt morskich: ptaków, ssaków morskich i ryb, przez co pełnią kluczową rolę we wszystkich ekosystemach morskich. Gospodarczo są poławiane na niewielką skalę, ale stanowią obiekt zainteresowania rybołówstwa jako potencjalny cel przyszłych połowów.

## Klasyfikacja
Rodzaje zaliczane do tej rodziny:
Benthosema – Bolinichthys – Centrobranchus – Ceratoscopelus – Diaphus – Diogenichthys – Electrona – Gonichthys – Gymnoscopelus – Hintonia – Hygophum – Idiolychnus – Krefftichthys – Lampadena – Lampanyctodes – Lampanyctus – Lampichthys – Lepidophanes – Lobianchia – Loweina – Metelectrona – Myctophum – Nannobrachium – Notolychnus – Notoscopelus – Parvilux – Protomyctophum – Scopelopsis – Stenobrachius – Symbolophorus – Taaningichthys – Tarletonbeania – Triphoturus
Rodzajem typowym jest Myctophum.